# Neurodegeneração associada a pantotenato quinase
Neurodegeneração associada a pantotenato quinase (PKAN), originalmente conhecida como Síndrome de Hallervorden-Spatz (HSS) é uma síndrome neurodegenerativa caracterizada por um acumulo anormal de pigmentos férricos no globo pálido e na substância nigra. É bastante rara, afetando apenas 1 a 3 crianças em cada milhão de habitantes.

## Classificação
Existem duas formas da doença:
- Clássica: Sintomas começam na infância. 75% dos casos;
- Atípica: Sintomas começam na adolescência, sintomas progridem mais lentamente;

## Causa
É uma doença genética de autossomia recessiva relacionada a mutações do gene localizado no cromossomo 20p13, responsável pela codificação da proteína pantotenato quinase 2, uma enzima reguladora essencial na biossíntese de coenzima A (CoA). O acúmulo anormal de grânulos de ferro e gliose nos núcleos da base resultam em problemas na coordenação motora cada vez mais graves.

## Sintomas
Os seguinte sintomas vão agravando-se conforme os anos passam:
- Neurodegeneração progressiva (demência)
- Contrações musculares incontroláveis (distonia)
- Movimentos involuntários contínuos, uniformes e lentos (atetose);
- Movimentos rápidos, arrítmicos e de início súbito (coreia)
- Dificuldade para engolir e falar (disfagia e disartria)
- Disregulação emocional
- Comportamento desinibido
- Rigidez dos membros
- Tremores
- Problema na marcha
- Fraqueza
- Problemas de visão (por retinite pigmentosa)

## Tratamento
Os tratamentos tem sucesso muito variável. Botox injetado nos músculos podem conter alguns movimentos indesejados. O tratamento pode incluir baclofen e triexifenidila oral, bacoflen intratecal, estimulação cerebral profunda, fisioterapia e terapia ocupacional.
Indivíduos afetados vivem em média 11 anos após o aparecimento dos primeiros sintomas, podendo viver mais dependendo da resposta aos tratamentos e quando o aparecimento os sintomas é mais tardio. Existem relatos de casos de pacientes que viveram mais de 30 anos com essa doença. 

### Grupos de apoio internacionais
- http://www.nbiadisorders.org/ (em inglês)
- http://enachasociacion.blogspot.com.es/ (em espanhol)
- Mais artigos científicos